# Netelia testacea
Netelia testacea là một loài tò vò trong họ Ichneumonidae.